# Ernst Palmberger

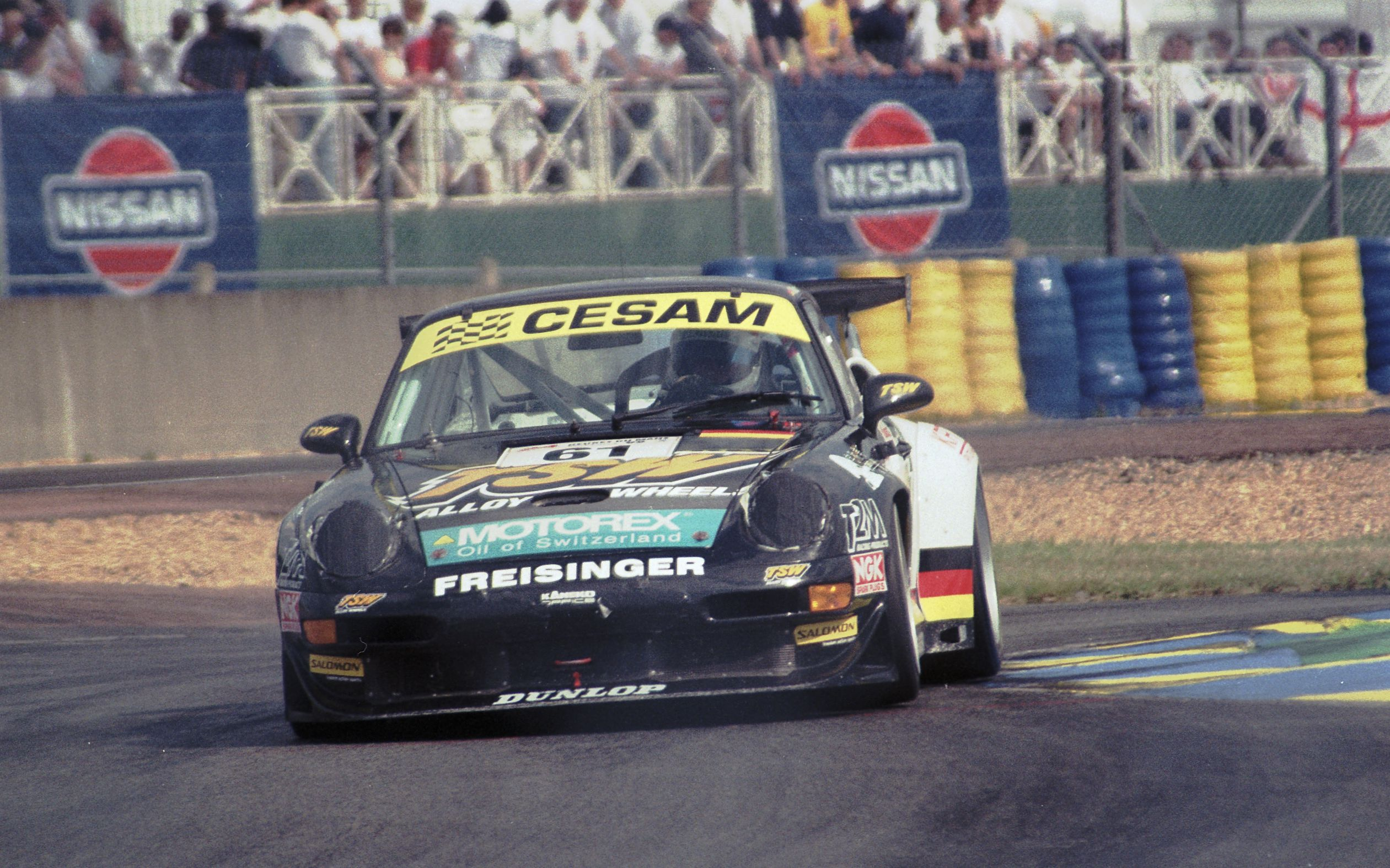
Der von Ernst Palmberger gefahrene Porsche 911 GT2 beim 24-Stunden-Rennen von Le Mans 1999

Ernst Palmberger (* 20. Mai 1957 in Rosenheim) ist ein deutscher Unternehmer und ehemaliger Autorennfahrer.

## Karriere
Ernst Palmberger ist vom Brotberuf Metzgermeister und betreibt mit seinem Sohn eine Metzgerei mit angeschlossenem Großhandel in Rosenheim.
In den 1990er-Jahren war Palmberger als Rennfahrer aktiv. 1994 startete er in der BPR Global GT Series. Bereits bei seinem ersten Antreten fuhr er auf das Siegerpodest der ersten drei. Das 1956 erstmals ausgefahrene traditionelle 1000-km-Rennen von Paris auf dem Autodrome de Linas-Montlhéry wurde 1994 wiederbelebt. Palmberger war gemeinsam mit Detlef Hübner und Danny Pfeil auf einem Porsche 911 Carrera RSR gemeldet. Das Trio erreichte mit einem Rückstand von zwei Runden auf die Sieger Henri Pescarolo und Jean-Claude Basso im Venturi 600LM den dritten Gesamtrang.
Nach einigen Rennen in der BPR Global GT Series 1995 wechselte er in diesem Jahr in den ADAC GT Cup und wurde Gesamtachter in der Meisterschaft. Die letzten drei Jahre seiner aktiven Zeit verbrachte er von 1998 bis 2000 in der FIA-GT-Meisterschaft. Einsatzfahrzeuge waren Porsche 911 GT2 der deutschen Rennställe Seikel und Freisinger. Seine beiden Le-Mans-Starts endeten mit Ausfällen und der Start beim 24-Stunden-Rennen von Daytona 2000 mit dem neunten Gesamtrang.

## Statistik

### Le-Mans-Ergebnisse
| Jahr | Team                     | Fahrzeug        | Teamkollege     | Teamkollege       | Platzierung | Ausfallgrund |
| ---- | ------------------------ | --------------- | --------------- | ----------------- | ----------- | ------------ |
| 1998 | Krauss Race Sports Intl. | Porsche 911 GT2 | Bernhard Müller | Michael Trunk     | Ausfall     | Motorschaden |
| 1999 | Freisinger Motorsport    | Porsche 911 GT2 | Michel Ligonnet | Wolfgang Kaufmann | Ausfall     | Motorschaden |